# Biernat z Lublina

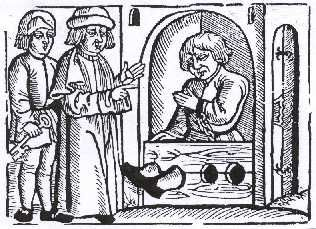
"Chłop w dybach", Biernat z Lublina w: "Żywot Ezopa Fryga", Kraków 1578

Biernat z Lublina, inne formy nazwiska: Lubelczyk, Bernardus Lublinensis, Bernardus Lublinius, (ur. ok. 1465 w Lublinie, zm. ok. 1529) – polski renesansowy poeta, tłumacz, bajkopisarz. Autor m.in. Raju dusznego oraz Żywota Ezopa Fryga. Przez długi czas uchodził za autora pierwszej książki wydrukowanej w języku polskim – Raju dusznego – wydanego w 1513 roku (w rzeczywistości jednak pierwsza drukowana polska książka to opublikowana przez anonimowego autora w 1508 roku Historyja umęczenia Pana naszego Jezusa Chrystusa).

## Życiorys
Biografia Biernata z Lublina znana jest dzięki relacjom osób współczesnych pisarzowi oraz dwóm notkom autobiograficznym, zamieszczonym przez niego na marginesie księgi Antoniego Borromaeusa De Christiana religione contra Hebraeos ok. 1501 i 1516 roku. Nie jest to jednak biografia kompletna – większość dat i faktów dotyczących pisarza jest niepewna lub znana jedynie w przybliżeniu.
Pisarz urodził się pomiędzy 1460 a 1467 rokiem, prawdopodobnie w rodzinie mieszczańskiej. Był wykształcony, nie wiadomo jednak, gdzie pobierał nauki (być może w rodzinnym mieście). Pracował jako sekretarz lub pisarz na dworach lub u mieszczan. W wieku osiemnastu lat (a więc w okresie pomiędzy 1478 a 1485) podjął pracę u starosty łukowskiego, Jana Zieleńskiego. Pracował następnie u Gotarda Bystrama, starosty w Rogoźnie, a po jego śmierci ok. 1486, przez rok służył (być może jako kapelan) u jego żony, Marty. Następnym jego pracodawcą był poeta i humanista Filip Buonaccorsi, nazywany Kallimachem (szacuje się, że mogło to mieć miejsce w latach 1487–1490). Prawdopodobnie kopiował wtedy księgi. Kolejnymi pracodawcami Biernata byli: kupiec z Lublina Łazarz, Mikołaj Bystram (u którego prawdopodobnie był nauczycielem syna Stanisława), wojewoda ruski Jan Pilecki (od 1492 do 1496) oraz, aż do 1516, syn wojewody, również Jan. Możliwe, że święcenia kapłańskie przyjął dopiero w 1501. Dalsze losy Biernata nie są znane, żył jeszcze w 1529.
Biernat posiadał bogatą bibliotekę, w której znajdowały się m.in. De Christiana religione contra Hebraeos Antoniego Borromaeusa oraz Opuscula meditationes, soliloquia św. Augustyna. Z biblioteki zachowało się około dziesięciu pozycji. Na wielu znajdują się odręczne notatki podpisane przez Biernata, glosy i komentarze.
Sam autor podpisywał się Bernardus, zatem forma jego imienia powinna brzmieć Bernard. Formę Biernat wprowadził Aleksander Brückner.
W 1603 roku Biernat z Lublina trafił do pierwszego polskiego Indeksu Ksiąg Zakazanych powstałego z inicjatywy biskupa Bernarda Maciejowskiego.

## Twórczość
Biernat z Lublina napisał modlitewnik Raj duszny (wydany w 1513). Stanowił on przeróbkę modlitewnika Antidotarius animae. Ok. 1516 lub ok. 1522 ukazał się jego Żywot Ezopa Fryga – wierszowana biografia, zawierająca ponadto ponad 200 bajek, opartych na wzorach łacińskich (ich tytuły stanowią pierwszy polski zbiór przysłów). Biernat był także autorem listu do księgarza krakowskiego Szymona (1515), w którym zawarł renesansową filozofię opartą na racjonalności.
Biernatowi przypisuje się także autorstwo Dialogu Polinura z Karonem – przekładu czeskiego utworu Mikuláša Konáča.

### Ważniejsze dzieła
- Ezop, powstały około 1510, wydanie pt. Ezop, to jest opisanie żywota tego to mędrca obyczajnego, przydane są k temu przypowieści jego z przykładami osobliwemi niektórych filozofów dawnych, Kraków 1522, drukarnia H. Wietor (egzemplarz nie zachował się); wydanie następne: pt.Żywot Ezopa Fryga, mędrca obyczajnego z przypowieściami jego, Kraków 1578, drukarnia S. Szarffenberger; Kraków 1585; wydanie krytyczne (według edycji 1578) I. Chrzanowski "Biernata z Lublina Ezop", Kraków 1910, BPP; fragment przedmowy do wydania 1522, dedykowanej Janowi Pileckiemu; cyt. S. Pudłowski, 1634; przedr. J. Muczkowski "Bernard z Lublina", Dwutygodnik Literacki 1844, nr 11; także w książce Rozmaitości historyczne i bibliograficzne, Kraków 1845; A. Brückner "Ezopy polskie", Rozprawy AU Wydział Filologiczny, t. 19 (1902), s. 190 i odb.; I. Chrzanowski wstęp do wyd. Ezop..., s. VI-VII; wybór bajek opracowanie: S. Vrtel-Wierczyński Wybór tekstów staropolskich, Lwów 1930; wydanie 2 Warszawa 1950; wydanie 3 Warszawa 1963; S. Vrtel-Wierczyński Średniowieczna poezja polska świecka, wydanie 2 uzupełnione Wrocław (1949), Biblioteka Narodowa, seria I, nr 60; wydanie 3 rozszerzone i zmienione Wrocław (1952); A. Jelicz Żywot Ezopa Fryga, Warszawa 1951-1952; (przeróbka wierszem 8-zgłoskowym zbiorów bajek: Ezopa Rimicius i Romulus, Vita Esopi fabularis, Abstemiusa oraz Jana z Kapui Directorium humanae vitae alias parabolae)
- Bajki, wydane wspólnie z Ezopem ok. 1522
- Raj duszny, Kraków w końcu 1513, drukarnia F. Ungler; 5 wydań do roku 1547; zachowane fragmenty wydanie 1 ogłoszone w: W. Nehring "Ośm kartek z nieznanej starej książeczki do nabożeństwa", Prace Filologiczne, t. 2 (1888); L. Bernacki Pierwsza książka polska, Lwów 1918; fragmenty z wydanie 1513 i ok. 1530 przedruk S. Vrtel-Wierczyński Wybór tekstów staropolskich, Lwów 1930; wydanie 2 Warszawa 1950; wydanie 3 Warszawa 1963; egzemplarz edycji z około 1530 we fragmentach Biblioteka Jagiellońska, Cim. O. 218; (przeróbka modlitewnika Hortulus animae lub według L. Bernackiego Antidotarius animae Mikołaja Saliceta)

### Wydanie zbiorowe
- Wybór pism, wyd. J. Ziomek, Wrocław 1954, Biblioteka Narodowa, seria I, nr 149, (tu: poz. 1 pt. Opisanie krótkie żywota Ezopowego...; wybór bajek; zachowane fragmenty poz. 3)

### Listy i materiały
- List do księgarza krakowskiego Szymona, dat. 1515, oryginał łaciński ogł. M. Flaccius Illyricus Catalogus testium veritatis, Bazylea 1556, drukarnia J. Oporinus; także wyd. następne: Argentinae 1562, 1608, Frankfurt 1666; przedr. J. Muczkowski "Bernard z Lublina", Dwutygodnik Literacki 1844, nr 11; F. Pułaski Spr. Tow. Nauk. Warsz. 1909, t. 2, s. 47-53; I. Chrzanowski, S. Kot Humanizm i reformacja w Polsce, Lwów 1927; fragmenty przeł. na polski A. Brückner "Ezopy Polskie", Rozprawy AU Wydział Filologiczny, t. 34 (1902), s. 192-194
- Notatka autobiograficzna, według K. Kantaka powst. częściami: w grudniu 1501 i po 1516, ogł. K. Kantak "Nowe szczegóły biograficzne o Biernacie z Lublina", Reformacja w Polsce 1934; przedr. J. Ziomek, Wrocław 1954, Biblioteka Narodowa, seria I, nr 149, s. XX-XXI przypis; przekł. polski: J. Ziomek, Wrocław 1954, Biblioteka Narodowa, seria I, nr 149, s. XX
- Autograf na druku: K. Borommaeus De Christiana religione, egz. biblioteki klasztoru oo. Bernardynów w Kalwarii Zebrzydowskiej
- Antologia filozoficzna, rękopis przechowywany w Bibliotece PAN w Krakowie

### Utwór o autorstwie niepewnym
- Dialog Palinura z Charonem, według M. Dłuskiej i K. Budzyka powst. przed przeróbką Ezopa, wydanie ok. 1536-1542; fragment zachowany ogłoszony w: F. Pułaski "Dialog Palinura z Charonem. Utwór Pseudo-Lukiana w tłumaczeniu Biernata z Lublina", Warszawa 1909, Collectanea Bibl. Ordynacji Krasińskich nr 2; unikat zniszczony w 1944; (przeróbka z Pseudo-Lukiana, autorstwo Biernata z Lublina zakwestionował Stanisław Grzeszczuk)
- Księgi św. Augustyna hippońskiego o żywocie krześcijańskim, 1522
- Sprawa a lekarstwa końskie przez Conrada, królewskiego kowala, doświadczone, Kraków 1532, drukarnia F. Ungler; wyd. krytyczne A. Berezowski, Kraków 1905, BPP nr 53; przedr.: G. Staśkiewicz Medycyna weterynaryjna 1948, nr 10; A. Perenc "Pierwsze druki weterynaryjne w Polsce", Lublin 1955, Annales Uniwersitatis Mariae Curiae Skłodowska Lublin-Polonia (1954), Sectio DD Supplementum; Sprawę... uporządkował i nieco przerobił Marcin Siennik w kompilacji Lekarstwa doświadczone..., (Kraków?) 1564, drukarnia Łazarz Andrysowic; (Przekł. z czeskiego. Nazwisko Conrada jest prawdopodobnie fikcją, stosowaną z reguły w opracowaniach obcych na ten sam temat. Wykorzystane przez tłumacza teksty czeskie opierają się z kolei na niemieckich. Biernata z L. jako autora wskazywali A. Brückner i L. Bernacki, za nimi także A. Perens, przeczył temu I. Chrzanowski, kwestionował S. Estreicher, XXVIII, 51-52)

## Literatura dodatkowa
- Aleksander Brückner: Biernat z Lublina. W: Polski Słownik Biograficzny. T. 2: Beyzym Jan – Brownsford Marja. Kraków: Polska Akademia Umiejętności – Skład Główny w Księgarniach Gebethnera i Wolffa, 1936, s. 84–85. Reprint: Zakład Narodowy im. Ossolińskich, Kraków 1989, ISBN 83-04-03291-0